# Padrón municipal de habitantes
El padrón municipal de habitantes es un registro administrativo donde constan los vecinos residentes en un municipio de España.

## Gestión
Corresponde a los ayuntamientos su creación, mantenimiento, revisión y custodia, y al Instituto Nacional de Estadística la coordinación de los padrones de todos los municipios, así como realizar las comprobaciones oportunas. La resolución de discrepancias entre los ayuntamientos o de estos u otros entes locales con el INE corresponde al Consejo de Empadronamiento, órgano colegiado con representantes de la Administración General del Estado (INE, Oficina del Censo Electoral, Ministerio de Administraciones Públicas y Ministerio de Asuntos Exteriores) y de las Entidades locales.
El Padrón municipal es la única fuente a partir de la que se obtienen cifras oficiales de población, que el Gobierno aprueba mediante Real Decreto a propuesta del INE, tras el informe vinculante del Consejo de Empadronamiento. Los censos de población y otras operaciones estadísticas de todo tipo, desde la explotación estadística del propio Padrón, a las relacionadas con el Movimiento Natural de Población (MNP), o la inmigración, permiten estudiar las características demográficas, la estructura básica y las proyecciones de la población de España, pero no proporcionan directamente ninguna cifra de carácter oficial.
Hasta el 1 de mayo de 1996, el padrón municipal de España se renovaba ex novo cada cinco años. Desde entonces se transforma en padrón continuo, de gestión informatizada y con una revisión cuya fecha de referencia es el 1 de enero de cada año y cuyo propósito es acordar las cifras oficiales de población.

## Datos del padrón
La inscripción en el padrón municipal contiene como obligatorios los siguientes datos de cada vecino: 
- nombre y apellidos
- sexo
- domicilio habitual, con especificación de la referencia catastral en el territorio fiscal común, o el código equivalente en los territorios forales, siempre que el domicilio cuente con referencia catastral o código equivalente.
- nacionalidad
- lugar y fecha de nacimiento
- número de DNI o, tratándose de extranjeros, número de identidad de extranjero (NIE)[1]
- certificado o título escolar o académico que posea

### Opcionales
Con carácter voluntario, dependiendo del municipio, se podrán recoger los siguientes datos:
a) Designación de las personas que pueden representar a cada vecino ante la Administración municipal a efectos padronales.
b) Número de teléfono móvil o fijo.
c) Correo electrónico.

## Sanciones
La negativa de los españoles y extranjeros que vivan en territorio español a cumplimentar las hojas de inscripción padronal, la falta de firma en estas, las omisiones o falsedades así como las demás obligaciones en relación con el empadronamiento serán sancionadas por el alcalde, sin perjuicio de cualquier otra responsabilidad. Artículo 59 Real Decreto Legislativo 781/1986, de 18 de abril.

## Legislación aplicable
- Ley 7/1985, de 2 de abril, Reguladora de las Bases del Régimen Local.
- Real Decreto 2612/1996, de 20 de diciembre, por el que se modifica el Reglamento de Población y Demarcación Territorial de las Entidades Locales aprobado por el Real Decreto 1690/1986, de 11 de julio.